# Yū Kobayashi
Yū Kobayashi (小林 ゆう Kobayashi Yū?,  Tokio, Japón, 5 de febrero de 1982) es una seiyū y cantante japonesa, afiliada a Holy Peak. Algunos de sus papeles más destacados incluyen el de Tadamichi Aoba en Dan Doh!!, Setsuna Sakurazaki en Mahō Sensei Negima!, Dan Kuso en Bakugan Battle Brawlers, Misaki Hijiri en Saint October, Kaere/Kaede Kimura en Sayonara Zetsubō Sensei, Ryōta Satō en Kyō no Go no Ni, Lia Dragonell en Sands of Destruction, Mariya Shidō en Maria Holic, Nagi Ichinose en Nyan Koi!, Sasha Blouse en Shingeki no Kyojin y Kanon en Umineko no Naku Koro ni, entre otros.

## Biografía
Antes de incursionar como seiyū, Kobayashi trabajó como modelo para revistas. En 2003, audicionó para el papel de Setsuna Sakurazaki en Mahō Sensei Negima, dando inicio a su carrera como actriz de voz. En 2007, hizo su debut como cantante con el sencillo Sora no Kotoba, que fue el segundo tema de cierre del anime Saint October. 
En 2008, fue nominada como «Mejor actriz revelación» en la segunda edición de los Seiyū Awards. También en ese mismo año, lanzó su primer álbum YOU&YU y su primer miniálbum, ROCK YOU!!. Más adelante, en 2010, creó el grupo musical Crush Tears.

## Filmografía

### Anime
2004
- Kikuyo Ayanokōji en Maria-sama ga Miteru.
- Kikuyo Ayanokōji en Maria-sama ga Miteru ～Haru～.
- Shuhei Hisagi (niño) en Bleach.

2006
- Ayame Sarutobi en Gin Tama.
- Chitose Tateyama en Buso Renkin.

2007
- Dan Kuso en Bakugan Battle Brawlers.

2008
- Akitsu en Sekirei.
- Sai Fijimiya en Akaneiro ni Somaru Saka.
- Benitobi en Amatsuki.

2009
- Dan Kuso en Bakugan Battle Brawlers: New Vestroia.
- Kikuyo Ayanokōji en Maria-sama ga Miteru.
- Daphne en Fairy Tail.
- Nagi Ichinose en Nyan Koi!.[2]

2010
- Akitsu en Sekirei ~Pure Engagement~.
- Dan Kuso en Bakugan: Gundalian Invaders.
- Hiroshi Kuzumi en Ōkami Kakushi.
- Meiren en Dance in the Vampire Bund.[3]

2011
- Honda Futayo en Kyoukai Senjou no Horizon.
- Ayame Sarutobi en Gintama'.
- Dan Kuso en Bakugan: Mechtanium Surge.
- Kikuno Asahina en Sket Dance
- Ruka Urushibara en Steins;Gate.

2012
- Honda Futayo en Kyoukai Senjou no Horizon II.
- Ayame Sarutobi en Gintama': Enchousen.
- Dan Kuso en BakuTech¡ Bakugan.
- Miri Natayama en Medaka Box.

2013
- Sasha Braus en Attack on Titan.
- Kaoru Hasebe en Servant x Service.
- Katsuragi en Senran Kagura.

2014
- Avdocha en Seikoku no Dragonar.

2015
- Sasha Braus en Attack on Titan: Junior High.
- Ayase Ayatsuji en Rakudai Kishi no Cavalry.
- Smith en Monster Musume no Iru Nichijou.
- Tamaki-kun en Itoshi no Mūko.
- Wakana Ryoji en Okusama ga Seito Kaichō!.
- Hanako Angelina/Hattori en Classroom Crisis.
- Futakotamagawa Tatsuya en Shin-chan.
- Sarutobi Ayame en Gintama.
- Type O-chan en A Simple Thinking About Blood Type.
- Tsuyuko en Gourmet Girl Graffiti.
- Chain Sumeragi en Kekkai Sensen.
- Kanzaki Tokico en Seiken Tsukai no World Break.
- ratón De~yue en Duel Masters.
- Firuchi en Transformers: Robots in Disguise.
- loro en Nisekoi.
- Ms. Smith en Monster Musume no Iru Nichijō.
- Takeshi en Yatterman Night.
- Konatsu en Shōwa Genroku Rakugo Shinjū: Yotarō Hōrō-hen.

2016
- Konatsu en Shōwa Genroku Rakugo Shinjū.
- Sawako Tennouji en Handa-kun.
- Hilda Jane Rowlands en Gakusen Toshi Asterisk.
- Upa (Prisionero 58) en Nanbaka.
- Weiss Winterprison en Mahō Shōjo Ikusei Keikaku.
- Miss X en Tiger Mask W.
- Kae Serinuma en Watashi ga Motete Dōsunda.
- Mahiru Koizumi en Danganronpa 3 Side: Despair y Side: Hope.

2017
- Konatsu en Shōwa Genroku Rakugo Shinjū: Sukeroku Futatabi-hen.
- Charlotte Roselei en Black Clover.
- Lelederik en Shōkoku no Altair.
- stuchinoko en kemono friends

2021
- Adelheid en Hortensia Saga

### Otras voces/personajes
- Cecilia Schariac en Honkai Impact 3rd.
- Folo en Million Knights Vermillion.
- Kaere/Kaede Kimura en Sayonara Zetsubou Sensei.[4]
- Kanon en Umineko no Naku Koro ni.
- Kazahana Aja en Gundam Seed Astray.
- Kyoko Mikihisa en Level E.
- Kyoka Kanejo B-Gata H-Kei.
- Lala González en School Rumble.
- Lia Dragonell en World Destruction (anime).
- Live Metal Model A en Rockman ZX Advent.
- Misaki Hijiri en Saint October.
- Miwa Hirano en Kamen no Maid Guy.
- Chousen en Ikkitousen (videojuego).
- Mahiru Oki en Happy Seven
- Mariya Shidō en Maria Holic.[5]
- Matabei Gotou Hyakka Ryouran Samurai Girls .
- Nagomi Yashi en Tsuyokiss (anime).
- Naruko Yokoshima Seitokai Yakuindomo.
- Nice Holystone en Baccano!
- Rio Kazumiya en So Ra No Wo To[6]
- Ryota Sato en Kyo no Gononi.
- Sakamoto Natsumi en Princess Princess.
- Saki Kirino en Jigoku Shoujo.
- Satoshi Hōjō  en Higurashi no Naku Koro ni.
- Setsuna Sakurazaki en Negima![7]
- Synclavia Macademy Wasshoi.
- Sharry en Itsudatte My Santa!
- Shizuku Sakurai en Candy Boy.
- Shizuko Kaga en Kaichou wa Maid-sama
- Shōko Rokujō en Touka Gettan.
- Dorothy Albright en Arcana Heart 2, Suggoi! Arcana Heart 2 and Arcana Heart 3.
- Tadamichi Aoba en Dan Doh!!
- Wigglytuff en Pokémon Mystery Dungeon: Explorers of Time and Explorers of Darkness.
- Yu en Dōbutsu no Mori (película), adaptación del videojuego Animal Crossing.
- Yumi Kajiki en Saki.
- Cécile Cosina Caminanes en Metal Gear Solid: Peace Walker.
- Sara en Cristal Blaze
- Miranda en Ixion Saga DT
- Anamori en Natsu no arashi
- Yuki Katsura Bewitched Agnes
- Elena Blanc en Tegami Bashi Letter Bee
- Chihiro Kawashima en Seikimatsu Occult Academy
- Citrone Rimone en Gunbuster 2
- Amazoness en Arakawa Under The Bridge
- Clain en Fractale
- Asahina Kikuno (Sket Dance)
- Lider club teatro en Aika Zero ova 1
- Nanako Itagaki ( Hajime no ippo new challenger cap.25 )
- Chica Del Galge ep.1 (The World Only God Knows)
- Shigi en Queens Blade Rebellion
- Kirino Ranmaru (Inazuma Eleven GO)
- Yanagin Danshi Kōkōsei no Nichijō
- Kaede Kimura en Senhime Zesshou Symphogear.
- Kaoru Hasebe en Servant X Service
- Rei en Hyperdimension Neptunia The Animation
- Marika Yurihara en Fuuun Ishi Dai Shougun
- Nina Williams en Street Fighter X Tekken
- Elizabeth Fomina en Madan no Ou to Vanadis
- W.I.Z System en E.X Troopers
- Tsuyuko en Koufuku Graffiti
- Takeshi en Yoru no Yatterman
- Kanzaki en Seiken Tsukai no World Break
- Isohime en Kamisama Hajimemashita
- Chain Sumeragi en Kekkai Sensen
- Allegro en Code of Princess
- Lil Ronnie en Fate/Extra
- Lucina en Fire Enblem Awakening
- Hilda Jane Rowlands en The Asterisk War
- Viola en Valkyrie Drive Bhikkhuni
- Enkidu en Fate Grand Order
- Sonya y Guan Yin en Girls X Battle 2
- Darli Dagger en Samurai Shodown/The King Of Fighters XV

## Canciones

### Sencillos
- Sora no Kotoba (2007) - segundo ending de Saint October
- FIGHT OR FLIGHT (2008) - segundo ending de Dragonaut: The Resonance
- HANAJI (2009) - opening de Maria Holic

### Álbumes
- YOU&YU (2008)

### Miniálbumes
- ROCK YOU!! (2008)

### Crush Tears
- Senkō no Matataki (2010)